# Reichsvereinigung der Juden in Deutschland
Die Bildung einer Reichsvereinigung der Juden in Deutschland wurde am 4. Juli 1939 durch die 10. Verordnung zum Reichsbürgergesetz von den nationalsozialistischen Machthabern angeordnet, in die alle Personen, die nach den Nürnberger Gesetzen als Juden galten, zwangsweise eingegliedert wurden und dafür Pflichtbeiträge entrichten mussten. Diese Reichsvereinigung stand ab September 1939 unter Kontrolle des Reichssicherheitshauptamtes (RSHA) beziehungsweise der Gestapo und hatte deren Anordnungen umzusetzen. Ausgenommen von der Pflichtmitgliedschaft waren vorerst noch Juden aus Mischehen; diese mussten jedoch später ebenfalls beitreten.
In den Jahren 1939 bis 1941 versuchten die Funktionäre der Reichsvereinigung, möglichst vielen Juden bei der Flucht aus Deutschland behilflich zu sein. Im folgenden Zeitabschnitt bis zu ihrer schrittweisen Auflösung 1943 bestand die Hauptaufgabe der Reichsvereinigung darin, die Zurückgebliebenen zu versorgen. Zugleich musste die Reichsvereinigung bei den Deportationen mitwirken, versuchte aber dabei, das Geschehen zu verzögern und Härten abzumildern.

## Vorläufer
Das religiöse Judentum in Deutschland mit seinen Kultusvereinigungen kannte zuvor keine hierarchische nationale Organisation und keine gemeinsame Interessenvertretung. Bereits im September 1933 hatten sich verschiedene religiöse Verbände zu einer übergeordneten Interessenvertretung mit dem Namen „Reichsvertretung der Deutschen Juden“ zusammengeschlossen. Deren Name musste im September 1935, mit dem Entzug der Bürgerrechte durch das Reichsbürgergesetz in „Reichsvertretung der Juden in Deutschland“ geändert werden.
Durch das „Gesetz über die Rechtsverhältnisse der jüdischen Kultusvereinigungen“ vom 28. März 1938 (RGBl. I, 338) verloren die Kultusvereinigungen und ihre Verbände rückwirkend den Status einer Körperschaft des öffentlichen Rechts, sie mussten nun unter anderem Grund- und Vermögenssteuer entrichten. Die Mitglieder der jüdischen Religionsgemeinschaft gehörten zudem nicht mehr „automatisch“ der Gemeinde an, sondern mussten ihr ausdrücklich beitreten. Darum wurde 1938 die Reichsvertretung zwangsumgestaltet in den „Reichsverband der Juden in Deutschland“, einen Dachverband, in dem jeder im Deutschen Reich lebende sogenannte Glaubensjude Pflichtmitglied wurde. Ab Februar 1939 trat diese Gesamtorganisation kurzzeitig unter neuem Namen als „Reichsvereinigung der Juden in Deutschland“ auf. Diese letzte eigenständige Interessenvertretung wurde im Juli 1939 unter Beibehaltung des Namens übernommen, gleichgeschaltet und in ein ausschließlich weisungsgebundenes Verwaltungsorgan umgewandelt.

## Personelle Kontinuität
Der Vorstand der Reichsvereinigung wurde nicht gewählt, sondern formal vom Reichsministerium des Innern bestimmt und eingesetzt. In der Leitung waren nun Leo Baeck als Vorsitzender, Heinrich Stahl als sein Stellvertreter, Otto Hirsch als geschäftsführendes Vorstandsmitglied und Julius Seligsohn, die alle bereits 1933 im Vorstand der Reichsvertretung gewirkt hatten. Aus der Verwaltung der Reichsvertretung von 1935 stammten Arthur Lilienthal und Paul Eppstein. Neu dabei waren Moritz Henschel und Philipp Kozower als Vertreter der Jüdischen Gemeinde zu Berlin. Auch der überwiegende Teil der Angestellten von Verwaltung und Kultusgemeinden wurde übernommen, sofern sie nicht, wie der Leiter der Schulabteilung Adolf Leschnitzer, emigriert waren.
Diese personelle Kontinuität darf nicht darüber hinwegtäuschen, dass es im Deutschen Reich vom Juli 1939 an keine selbständig handelnde jüdische Organisation mehr gab. Im Gegensatz zu den selbst gebildeten Interessenvertretungen war die „Reichsvereinigung der Juden in Deutschland“ nunmehr völlig abhängig von den Behörden, deren Weisungen sie umzusetzen hatte. Sie verlor im Laufe der nächsten drei Jahre immer mehr an eigenen Handlungsmöglichkeiten und wirkte wie ein verlängerter Arm des Reichssicherheitshauptamtes.

## Organisation
Neben der Zentrale in Berlin gab es 1939 noch 40 Bezirksstellen, in denen die Mitglieder kleinerer Kultusgemeinden zusammengefasst waren. Bis 1941 bestanden als Zweigstellen noch 17 größere Kultusgemeinden, die alle mehr als 1.000 Personen zählten. Nur die „Berliner Jüdische Gemeinde“ verblieb daneben noch bis 1943 als juristisch selbständige Körperschaft.
Juden aus „Mischehen“ und „privilegierten Mischehen“ mussten sich der Reichsvereinigung zunächst noch nicht anschließen. Ab 1942 wurden sie jedoch Zwangsmitglied, sofern sie einem jüdischen Religionsverband angehörten. 1943 wurden uneingeschränkt alle Personen, die nach nationalsozialistischer Definition Juden waren, beitragspflichtig in der Reichsvereinigung organisiert.
Alle bisherigen jüdischen Publikationen wurden im November 1938 durch das von Leo Kreindler geleitete Jüdische Nachrichtenblatt der Reichsvereinigung ersetzt, das damit zu einem Verordnungsblatt des Hauptamtes Sicherheit und späteren Reichssicherheitshauptamtes wurde.
Die Dienstaufsicht über die Reichsvereinigung der Juden in Deutschland oblag Fritz Wöhrn, der als SS-Hauptsturmführer Sachbearbeiter im Eichmannreferat des RSHA war.

## Aufgabenbereich
Das Reichssicherheitshauptamt umschrieb die der Reichsvereinigung ursprünglich zugedachte Aufgabe mit den Worten: „Der einzige Zweck der Organisation und der ihr eingegliederten Einrichtungen soll die Vorbereitung der Auswanderung der Juden sein. Es soll also der Grundsatz nicht aufgegeben werden, dass die Vorbereitung der Auswanderung der Juden in erheblichem Umfang den Juden selbst überlassen wird.“
Die Unterstützung von jüdischen Auswanderern sah auch die Reichsvereinigung als eine ihrer wichtigsten Aufgaben an; daher kann bis zum Herbst 1941 von einem gewissen Einklang der Interessen gesprochen werden. Von den Emigranten musste die Reichsvereinigung „Spenden“ des Geldvermögens eintreiben, die 1940 progressiv bis auf 60 % anstiegen. Aus diesem Fonds wurde ärmeren Juden das von den Aufnahmeländern geforderte „Vorzeigegeld“ zur Verfügung gestellt und ihnen damit eine Auswanderung ermöglicht. Als die Deportationen ins „Altersghetto“ Theresienstadt begannen, mussten die Ausgesiedelten sogenannte Heimeinkaufsverträge abschließen und der Reichsvereinigung dafür ihr gesamtes Vermögen abtreten. Die daraus stammenden Gelder wurden zum größten Teil später beschlagnahmt.
Daneben musste die Reichsvereinigung die Organisation der jüdischen Wohlfahrtspflege vollständig übernehmen und diese aus Pflichtbeiträgen und Spenden finanzieren. Kleiderkammern, Wohnungsnachweis und auch die religiöse Betreuung wurden zu unverzichtbaren Hilfen. Auch das jüdische Schulwesen wurde vom 1. August 1939 an durch die Reichsvereinigung organisiert und finanziert. Ebenso gehörten die Berufsausbildung und Umschulungsmaßnahmen zu ihren wichtigen Aufgaben, bis diese wie auch der Schulunterricht zum 30. Juni 1942 aufgegeben werden mussten. Als durch Abwanderung und Deportation viele der Kultusgemeinden die Verwaltungsaufgaben nicht mehr aus eigener Kraft bewältigen konnten oder aufgelöst wurden, übernahm die Reichsvereinigung Grundstücke und Immobilien aus Gemeindebesitz und wickelte – teils über ihre Bezirksstellen – die Übertragung von gemeindlichen Friedhöfen, Synagogengrundstücken und anderen Liegenschaften ab. Nach Auflösung der Reichsvereinigung führten die Finanzämter diese Arbeit fort. 
Mit Beginn des Zweiten Weltkriegs wurden der Reichsvereinigung häufig die Bekanntgabe, Organisation und Durchführung von antijüdischen Verordnungen auferlegt: So wurden Genehmigungen für Verkehrsmittelbenutzung über die Reichsvereinigung beantragt und auch bei der angeordneten Ablieferung von Rundfunkgeräten und Schreibmaschinen wirkte sie mit. Im März 1941 wurde die Reichsvereinigung vom Reichssicherheitshauptamt angewiesen, alle „jüdischen Wohnungen in arischen Häusern“ aufzulisten; danach folgten Kündigungen und Einweisungen in sogenannte Judenhäuser. Wenig später musste die Reichsvereinigung eine statistische Zusammenstellung über die Juden in europäischen Staaten abliefern, die bei der Vorbereitung der Wannseekonferenz benötigt wurde. 

## Organisationsplan der Reichsvereinigung vom Juli 1939
Im Jüdischen Nachrichtenblatt erschien am 21. Juli 1939 der Organisationsplan der Reichsvereinigung, wo neben der Zusammensetzung des Vorstandes noch folgende personellen Zuständigkeiten genannt sind:
- Finanz- und Gemeindeabteilung – Arthur Lilienthal
  - Finanzabteilung – Paul Meyerheim
  - Gemeindeabteilung – Arthur Lilienthal

- Abteilung Wanderung – Paul Eppstein
  - Allgemeine Wanderung (vorher Hilfsverein), Information, Statistik, Frauenauswanderung – Cora Berliner
  - Passage, Finanzen, Verwaltung – Victor Löwenstein
  - Auswandererberatung, Auswanderungsplanung – Julius Seligsohn
  - Palästinawanderung, Palästina-Amt der Jewish Agency for Palestine – Erich Gerechter, Ludwig Jacobi[14]

- Auswanderungsvorbereitung
  - Berufsausbildung, Berufsumschichtung – Conrad Cohn
  - Fachgebiet Landwirtschaft – Martin Gerson
  - Wirtschaftsrecht, Wirtschaftsfragen – Philipp Kozower

- Schulabteilung – Paula Fürst
  - Lehrerfragen, Sprachunterricht – Ilse Cohn

- Abteilung Fürsorge – Conrad Cohn
  - Allgemeine Wohlfahrtspflege – Hannah Karminski
  - Gesundheitsfürsorge – Walter Lustig

## Verstrickung durch Mitwirkung
Frühzeitig sicherte sich die Gestapo den Zugriff auf die Mitgliederkartei. Dabei erlangte sie auch Daten von „Nichtglaubensjuden“, die lange vorher aus einer jüdischen Gemeinde oder Religionsgemeinschaft ausgetreten waren. Die Reichsvereinigung wurde beauftragt, ihre Listen laufend zu ergänzen durch Abgleich mit Ausgabestellen von Lebensmittelkarten und Kennkarten, mit Umzugsmeldungen und Empfangsquittungen für den Judenstern. Vermutlich war diese Datensammlung umfassender als die noch im Aufbau befindliche Judenkartei des Sicherheitsdienstes und diente als Grundlage bei der Deportation.
Anfang Oktober 1941 wurden hohe Funktionäre der Reichsvereinigung zur Gestapo einbestellt, unter Drohungen zur Verschwiegenheit verpflichtet und aufgefordert, bei der „Umsiedlung“ mitzuhelfen. Andernfalls würde dies durch SS und SA durchgeführt und „man könne sich ja vorstellen, wie das dann durchgeführt“ würde. Weil man lediglich von einer Teilevakuierung ausging und Schlimmeres verhüten wollte, stimmten die bedrängten Funktionäre trotz erheblicher Bedenken schließlich zu.
Zu den auferlegten Pflichten gehörte die Auflistung von Vermögen und die Erstellung einer Liste von Personen, die der Gestapo für die Auswahl der Deportierten diente. Die Mitarbeiter der Reichsvereinigung halfen bei der Zustellung der Deportationsbefehle, stellten Merkblätter für das Reisegepäck zusammen und sorgten für Verpflegung in den Sammellagern. Zeitweilig betätigten sich Gemeindehelfer selbständig als „Abholer“ und forschten sogar nach, wenn der zur Ausreise Verpflichtete nicht angetroffen werden konnte.

## Auflösung der Reichsvereinigung

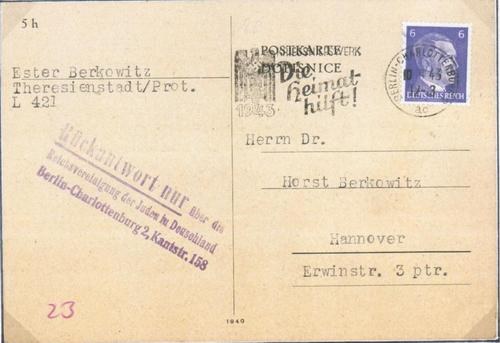
Handstempel „Rückantwort nur über die Reichsvereinigung der Juden in Deutschland Berlin-Charlottenburg 2, Kantstr. 158“; maschinenbeschriebene Postkarte vom 14. Mai 1943 von der Mutter Ester aus Theresienstadt an ihren Sohn Horst Berkowitz in der Erwinstraße 3 in Hannover

Im Juni 1942 fand eine „Sonderaktion“ gegen den Vorstand und die Verwaltung der Reichsvereinigung statt, bei der mehrere Personen verhaftet und deportiert wurden. Im Rahmen der Fabrikaktion wurden im März 1943 fast alle volljüdischen Angestellten, die bei der Reichsvereinigung beschäftigt waren, deportiert und ersetzt durch Juden, die in „Mischehe“ lebten. Am 10. Juni 1943 wurde die „Reichsvereinigung der Juden in Deutschland“ aufgelöst. Die Geschäftsstelle in Berlin wurde geschlossen, das Vermögen beschlagnahmt und die verbliebenen fünf Mitglieder, die nicht durch eine Mischehe geschützt waren, nach Theresienstadt deportiert. Auch die volljüdischen Mitarbeiter der Kultusgemeinden in Breslau, Hamburg und Stuttgart wurden dorthin gebracht. In Wien blieb der Leiter Josef Löwenherz im Amt.
Anders als namhafte Historiker, die mit der förmlichen Auflösung der Reichsvereinigung der Juden in Deutschland deren Geschichte beendet sehen, führt Beate Meyer aus, dass die Organisation – radikal zu einer Rest- oder Neuen Reichsvereinigung geschrumpft – weiter existierte.
Einige wenige „Vertrauensmänner“ unter der Leitung von Walter Lustig hielten in einer „Neuen Reichsvereinigung“ im Auftrag der Gestapo den Kontakt zu den noch verbliebenen Juden, die in Mischehe lebten oder als Geltungsjuden von der Deportation noch ausgenommen waren. Sitz dieser „Rest-Reichsvereinigung“, die hauptsächlich 16.658 Ehepaare betreute, war das Verwaltungsgebäude des Jüdischen Krankenhauses in Berlin, von wo aus auch das zentrale Sammellager in der Großen Hamburger Straße betrieben wurde. Außerhalb von Berlin waren 41 Vertrauensleute oder diesen untergeordnete Verbindungsleute tätig.

## Karteikarten der Reichsvereinigung der Juden
Zwischen 1947 und 1950 wurden dem International Tracing Service (ITS) 32.000 Karteikarten der Reichsvereinigung der Juden übergeben. Neben einer „Verstorbenenkartei“, einer „Emigrantenkartei“ und einer sogenannten „Ausländerkartei“ ist unter den Karten auch die „Berliner Schülerkartei“ mit mehr als 10.000 Karten, die vom Leben der jüdischen Kinder während der Verfolgung zeugen. Der ITS hat die Karteikarten 2017 in seinem Onlinearchiv veröffentlicht, so dass sie Interessierten weltweit zur Verfügung stehen.

## Bewertungen
Den jüdischen Funktionären in Berlin und in den Bezirksstellen blieben nur geringe Handlungsspielräume, wenn sie bestehende Rivalitäten zwischen Gauleitung und Gestapo ausnutzen oder ein persönliches Verhältnis zu einem Gestapobeamten herstellen konnten. Sie konnten bestenfalls intervenieren, wenn vorgegebene Richtlinien des Reichssicherheitshauptamtes missachtet wurden oder Einzelpersonen wegen geringfügiger Verstöße zur Strafe zusätzlich deportiert werden sollten.
Die jüdische Philosophin Hannah Arendt übte allgemein heftige Kritik an der Rolle der jüdischen Führer bei der Zerstörung ihres eigenen Volkes, die für Ruhe und Ordnung während des deutschen Vernichtungsprozesses gesorgt hätten. Ein Ehrengericht der Jüdischen Gemeinde Berlin kam 1947 zur Bewertung, die Tätigkeit der Reichsvereinigung habe sich „letztlich zum Schaden“ für die Deportierten ausgewirkt. Die Historikerin Beate Meyer kam zur Feststellung, dass der Einsatz von Gemeindehelfern, der ursprünglich als Hilfestellung zur „besseren und milderen“ Ausführung der Gestapoanordnungen gedacht war, sich zum effektiven Werkzeug der Gestapo entwickelt habe.
Moritz Henschel, der letzte Vorsitzende der Reichsvereinigung, bezeugte glaubhaft, bis 1945 nie etwas vom Judenmord gehört zu haben. Leo Baeck will erstmals 1941 von Gaswagen im Osten erfahren haben; sichere Kunde von Vergasungen habe er später in Theresienstadt erhalten. Dieses Wissen über das drohende Schicksal verschwieg er jedoch.